# کارل-هاینتس تریچلر
کارل-هاینتس تریچلر (آلمانی: Karl-Heinz Tritschler؛ زادهٔ ۱۶ سپتامبر ۱۹۴۹) یک داور فوتبال اهل آلمان است.
وی بیشتر به دلیل قضاوت بازی فینال جام باشگاه‌های اروپا ۱۹۸۹ بین تیم‌های استوا بخارست و آ.ث. میلان شناخته شده است.